# Barbara Strozzi

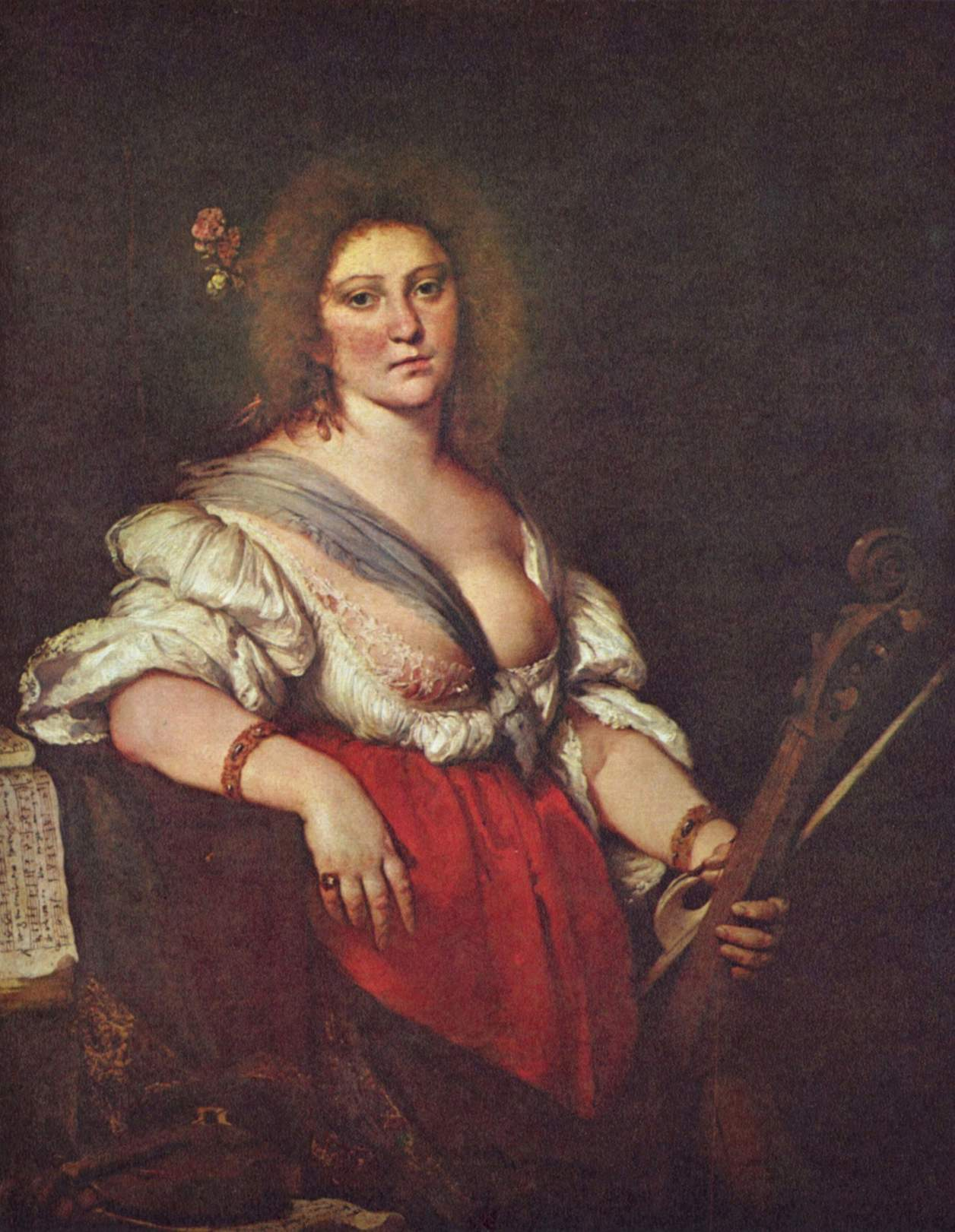
Bernardo Strozzi: Eine Gambenspielerin (Gemäldegalerie Alte Meister, Staatliche Kunstsammlung Dresden). Das Gemälde wird für ein Porträt der Komponistin Barbara Strozzi gehalten.

Barbara Strozzi (getauft 6. August 1619 in Venedig; † 11. November 1677 in Padua) war eine italienische Sängerin (Sopran) und Komponistin des Barock.

## Leben
Barbara Strozzi wurde 1619 in Venedig geboren. Sie war Adoptivtochter und wahrscheinlich die leibliche Tochter des Juristen, Dichters und Librettisten Giulio Strozzi (1583–1652) und dessen Hausangestellter Isabella Garzoni (genannt La Greghetta oder Griega). Giulio Strozzi gründete 1637 die „Accademia degli Unisoni“, vor deren Mitgliedern Barbara Strozzi rezitierte und eigene Werke sang. Sie vertonte Texte ihres Vaters und anderer Mitglieder venezianischer Akademien. Ihre musikalischen Lehrer waren neben ihrem Vater auch Francesco Cavalli und Antonio Cesti.
Mit Giovanni Paolo Vidman, einem 14 Jahre älteren, verheirateten Adligen, hatte sie vier Kinder (zwei Söhne, zwei Töchter), lebte aber nicht mit ihm zusammen, sondern weiterhin in häuslicher Gemeinschaft mit ihren Eltern und Kindern, zuletzt ab 1650 in einem eigenen Haus im Corte del Remer in Cannaregio.
Strozzi veröffentlichte acht Bände mit überwiegend weltlicher, bis zu fünfstimmiger Vokalmusik – Madrigale, Arien und Kantaten. Insgesamt sind mehr als 125 Einzelstücke erhalten. Sie komponierte vorwiegend für den Eigengebrauch, das heißt für Sopran solo und Continuo. Die vorzugsweise von ihr gewählte Besetzung ist die für eine Singstimme, zwei Melodieinstrumente und Basso continuo. Ihre Kompositionen zeigen, dass sie mit den damals üblichen Stilmitteln vertraut war; sie weisen Gemeinsamkeiten mit der frühen Oper auf. Individuell gestaltet sind vor allem die virtuosen Basslinien. Die Dissonanzbehandlung weicht um der tonmalerischen Textdarstellung willen häufig von den Regeln des strengen Satzes ab. Mehrfach verwendet Barbara Strozzi das „Genere Guerriero“.

## Werke (Auswahl)
- op. 1 Il Primo libro di Madrigali (Venedig, 1644)
- op. 2 Cantate, ariette e duetti, per 2 voci e basso continuo (1651)
- op. 3 Cantate e ariette, per 1-3 voci e basso continuo (1654)
- op. 5 Sacri musicali affetti, libro I (1655)
- Quis dabit mihi, mottetto per 3 voci (1656)
- op. 6 Ariette a voce sola (1657)
- op. 7 Diporti di Euterpe ovvero Cantate e ariette a voce sola (1659)
- op. 8 – Arie (1664) 6 Cantate, 6 Arie ed una Serenata con violini (dedicata alla duchessa Sophie de Brunswick-Lüneburg)

## Rezeption
- Luigi Dallapiccola ließ 1940 Strozzis Canzonetta Amor dormiglione für Sopran und Basso continuo in seiner Bearbeitung für Kammerensemble aufführen.[5]
- 1994 erinnerte Dietmute Zlomke an Gedanken, Leben und Werk Strozzis im zusammen mit dem Sephira Ensemble Stuttgart produzierten dokumentarischen Hörspiel Ich. Barbara Strozzi.
- Irene Andessner porträtierte sich in ihrem Bildzyklus Donne illustri von 2003 unter anderem als Barbara Strozzi.
- In Jochen Kelters Roman Hall oder die Erfindung der Fremde verbirgt sich hinter der Hauptfigur Mariana Caldi jene von Barbara Strozzi.
- Von Russell Hoban erschien 2007 das Buch My Tango with Barbara Strozzi.
- Georg Gräwe komponierte Barbara Strozzi oder Die Avantgarde der Liebe als Musiktheater. Die Uraufführung im Luzerner Theater fand im Mai 2010 statt.[6]